# Adele
För andra betydelser, se Adele (olika betydelser).
Adele, artistnamn för Adele Laurie Blue Adkins MBE, född 5 maj 1988 i Tottenham i London, är en brittisk sextonfaldig Grammy-belönad soul- och jazzsångerska och låtskrivare.
10 november 2007 blev hon den första att vinna i den nyinstiftade kategorin Kritikernas val på BRIT Awards. Hon har även hamnat överst på BBC:s lista över 2008 års kommande talanger. Listan röstas fram av 150 brittiska musikkritiker.

## Biografi

### Bakgrund
När Adele var tre år lämnade hennes far henne och hennes mor. Adele växte upp i Tottenham med sin mor Penny Adkins, som har turkiskt och spanskt påbrå. Från vuxen ålder har hon bott i London, men har även köpt ett hus på landet i Sussex.

Adele började att sjunga vid tre års ålder. I 13–14-årsåldern köpte hon en skiva av Etta James för att hon fastnade för omslaget men lyssnade inte på skivan förrän hon var 15 år. Hon fastnade då för musiken direkt och säger att Etta James är en av få artister som verkligen berör henne. Hon köpte också en skiva av sångerskan Ella Fitzgerald och hämtade mycket influenser från sångerskorna.

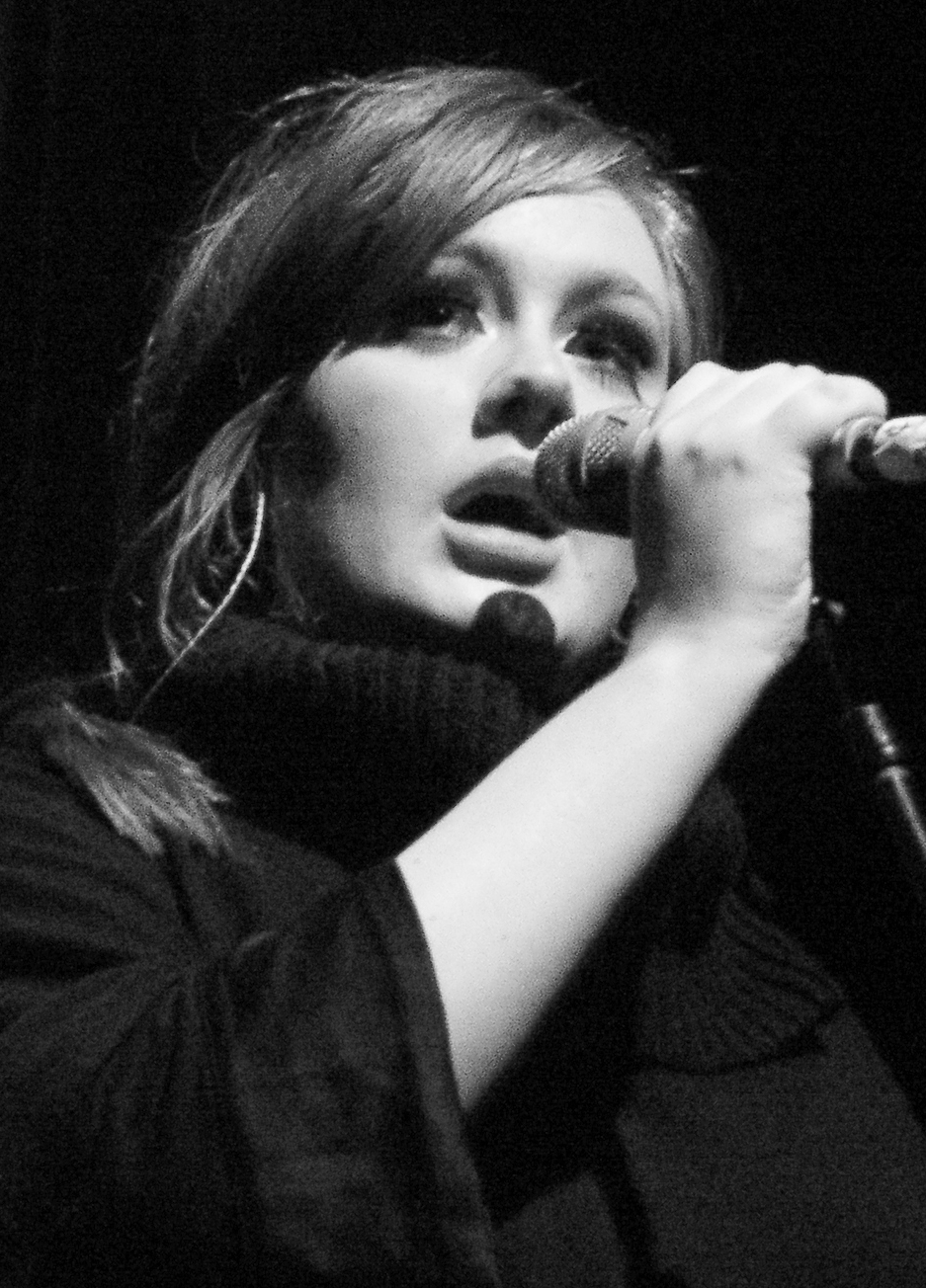
Adele på scen 2009.

Adele gick 2006 ut från skolan BRIT School for Performing Arts, där även andra brittiska artister som Amy Winehouse, Katie Melua, Leona Lewis och Kate Nash gått.

### Karriär
22 oktober 2007 släpptes Adeles första skiva, singeln "Hometown Glory", som handlar om hennes hemområde Tottenham. I januari 2008 släpptes den andra singeln, "Chasing Pavements", samt fullängdaren 19. Adeles internationella genombrott blev ett faktum när hon släppte singeln "Rolling in the Deep" som blev en radiohit under 2011.
Adele säger sig vara inspirerad av lika delar Etta James och The Cure.
Hon var nominerad i fyra kategorier på 2009 års Grammy-gala, varav hon vann två, en för Best New Artist och en för Best Female Pop Vocal Performance. 2012 var hon nominerad i sex kategorier och vann samtliga, vilket tangerar rekordet för antal Grammys en kvinnlig artist vunnit under en och samma kväll.
2012 gjorde Adele ledmotivet till Bondfilmen Skyfall.  Hon vann en Oscar för "Skyfall".
I november 2015 släpptes hennes tredje album, kallat 25. Första singeln från albumet var "Hello".
Adele gjorde den 28 och 29 juni 2017 två spelningar på ett fullsatt Wembley. Cirka 98 000 åskådare kom vardera kväll för att se henne, vilket var ett nytt rekord på arenan.
Hon släppte sitt fjärde album 30 den 19 november 2021. Den första singeln "Easy On Me" släpptes den 15 oktober 2021 och blev en internationell succé.

## Privatliv
Adele har varit gift med Simon Konecki. Den 19 oktober 2012 föddes parets son Angelo James Konecki. Adele och Konecki separerade 2019. Sedan 2021 har hon ett förhållande med den amerikanske spelaragenten Rich Paul. År 2024 meddelade hon att de hade förlovat sig.

## Diskografi

### Studioalbum
- 2008 – 19
- 2011 – 21
- 2015 – 25
- 2021 – 30

### Singlar (urval)
- 2007 – "Hometown Glory"
- 2008 – "Chasing Pavements"
- 2008 – "Cold Shoulder"
- 2011 – "Rolling in the Deep"
- 2011 – "Set Fire to the Rain"
- 2011 – "Someone Like You"
- 2012 – "Skyfall"
- 2015 – "Hello"
- 2016 – "When We Were Young"
- 2016 – "Send My Love (To Your New Lover)
- 2016 – "Water Under the Bridge"
- 2021 – "Easy On Me"